# Алабышев, Николай Васильевич
Никола́й Васи́льевич Ала́бышев (1898, Николаев — предположительно расстрелян в 1937) — российский и советский востоковед, заведующий отделом «Нумизматика» в Эрмитаже. Сыграл ключевую роль в пополнении коллекции китайских серебряных ямбов (платежных слитков), спас от переплавки 515 экземпляров.

## Биография
Родился в 1898 году в городе Николаев, окончил школу в 1917 году.
После этого работал в органах СНХ Северной области и наркомпрода РСФСР, в 1920—1923 годах призван на военно-морскую службу.
С февраля 1923 года был служащим АН (заведующий делами ФМО РАН, сотрудник комиссии «Наука в России», старший учебный корректор издательства РАН).
Изучал китайский язык в Петроградском институте живых восточных языков у академика В. М. Алексеева, окончил его в 1926 году.

В. М. Алексеев позже выделял его в числе трёх лучших студентов института:

…Но были и блестящие примеры: Щуцкий, Васильев, Алабышев
— В. М. Алексеев. Наука о Востоке, статьи и документы
В ноябре 1925 года от Ленинградского института живых восточных языков был направлен в Наркомвоенмор как специалист по китайскому языку.
После окончания института в 1926 году работал в издательстве АН, с 1932 по 1933 год был аспирантом в отдела нумизматики Эрмитажа.
Здесь он сделал важное открытие, касавшееся китайских серебряных слитков, которыми пользовались в Китае для оплаты.
Коллекционные слитки должны были расплавить на монетном дворе, чтобы сделать из них советские монеты, но Эрмитажу разрешили оставить некоторую часть из них для своей коллекции.
Н. В. Алабышев из многих сотен монет отобрал 515 экземпляров и составил их картотеку, которая хранится в отделе нумизматики.
8 сентября 1933 года был арестован, обвинён по статье 151 (гомосексуализм) и Постановлением Коллегии ОГПУ от 27 декабря приговорён к пяти годам лагерей.
Последнее, что о нём известно: 21 августа 1937 года он пришёл в Эрмитаж, чтобы взять в отделе кадров своё свидетельство об образовании.
Возможно, повторно арестован и погиб.
Также были арестованы и расстреляны другие ученики В. М. Алексеева: Б. А. Васильев был расстрелян 24 ноября в Ленинграде «в один день с рядом других востоковедов», Ю. К. Щуцкий расстрелян в феврале 1938. В это же время расстрелян Н. С. Мельников.